# Polypedilum litoralis
Polypedilum litoralis är en tvåvingeart som först beskrevs av Chernovskij 1949.  Polypedilum litoralis ingår i släktet Polypedilum och familjen fjädermyggor. Inga underarter finns listade i Catalogue of Life.